# Estadi Arena da Baixada
L'Estadi Mario Celso Petraglia o Arena da Baixada, anteriorment Estadi Joaquim Américo Guimarães, és l'estadi del Clube Atlético Paranaense, localitzat a Curitiba, la capital de l'estat de Paraná, al Brasil.

## Història
L'estadi és un dels més antics del Brasil construït el 1914. El seu partit inaugural va enfrontar l'Internacional FC i el Flamengo.
Va ser rebatejat amb el nom d'una marca comercial entre 2005 i 2008, quan se li va posar Kyocera Arena. Com que Curitiba va ser escollida per ser una de les seus de la Copa del Món de Futbol de 2014, l'estadi serà reformat per a una ampliació de capacitat, on passarà a tenir 40.000 localitats, i la finalització d'altres projectes anteriors, de manera que atengui totes les exigències sol·licitades per la FIFA.

## Actualitat
Aquest estadi és una de les 12 seus del Mundial de futbol de 2014. Per a aquesta competició s'han previst algunes reformes. Es va ampliar la capacitat a 42.000 persones i es va construir un centre de negocis, un restaurant, un centre comercial i un aparcament amb capacitat per a 1.900 vehicles. La reobertura es va realitzar el 29 de març de 2014

### Copa del Món de Futbol de 2014
A l'estadi es disputaran 4 partits de la primera fase del Mundial, els que es detallen a continuació:
| Data               | Fase         | Equip     | Resultat | Equip   | Espectadors |
| ------------------ | ------------ | --------- | -------- | ------- | ----------- |
| 16 de juny de 2014 | Primera fase | Iran      | 0 - 0    | Nigèria | 39.081      |
| 20 de juny de 2014 | Primera fase | Hondures  | vs       | Equador |             |
| 23 de juny de 2014 | Primera fase | Austràlia | vs       | Espanya |             |
| 26 de juny de 2014 | Primera fase | Algèria   | vs       | Rússia  |             |